# داوتیل گیمز
داوتیل گیمز (انگلیسی: Dovetail Games) شرکت بازی ویدئویی بریتانیایی است، که در سال ۲۰۰۸ تأسیس شد.